# Жуан Гуларт
Жуан Бельшіор Маркес Гуларт (повне ім'я: порт. João Belchior Marques Goulart, відомий у народі як Жангу — Jango; 1 березня 1918 — 6 грудня 1976) — 27-й президент Бразилії (займав посаду в 1961—1965 роках).

## Біографія
Народився 1 березня 1918 року в родині поміщика в місті Сан-Боржа, штат Ріу-Гранді-ду-Сул. Юрист за фахом.
У 1946—1950 роках — депутат законодавчої асамблеї штату Ріу-Гранді-ду-Сул.
З 1950 року — депутат Національного конгресу Бразилії.
У 1953—1954 роках — міністр праці, промисловості та торгівлі Бразилії.
У 1955—1961 роках — віце-президент Бразилії.
У серпні 1961 року в Бразилії виникла політична криза, і тогочасний президент Жаніу Квадрус пішов у відставку. Президентом тимчасово став Раніері Маззіллі, оскільки Гуларт перебував з офіційним візитом у КНР.
7 вересня 1961 року Гуларт став президентом.
До нього з симпатією ставилися прості люди, давши йому прізвисько Жангу, що походить від злиття прізвища та імені. Проте він не мав підтримки серед військової та фінансової еліти після заміни Квадруса, і вони вирішили перед тим, як передати владу Гулартові, створити парламентську систему правління, розраховуючи, що через парламент реальна влада опиниться в їхніх руках, а сам Гуларт не матиме реальної влади. Проте головою конгресу став Танкреду Невіс, який раніше свівпрацював із Гулартом. У січні 1963 року на референдумі населення проголосувало за сильну президентську владу, і Гуларт отримав право проводити реформи. Він обмежив вивезення капіталу за кордон і націоналізував комунікаційні компанії, переглянув концесії на розробку й видобуток природних ресурсів.
Фінансові кола, впливова в Бразилії католицька церква, а також США вирішили, що Гуларт симпатизує комуністам, хоча компартію Бразилії було заборонено. 19 березня в Сан-Паулу відбувся марш проти гулартівських реформ «За Родину, Бога і Свободу». 31 березня 1964 року почався антиурядовий заколот у штаті Мінас-Жерайс. Гуларт спробував чинити опір, але армія його не підтримала. Тому президент був змушений утекти зі столиці в Порту-Алегрі, звідки він емігрував в Уругвай.
Помер Гуларт 6 грудня 1976 в Аргентині у віці 59 років.